# Marc (evangelista)
Marc Evangelista (grec antic: Μάρκος) (segle i) és considerat tradicionalment l'autor de l'Evangeli de Marc. És venerat com a sant a tota la cristiandat. El seu símbol és un lleó. L'Església catòlica celebra la seua festa el 25 d'abril.

## Marc al Nou Testament

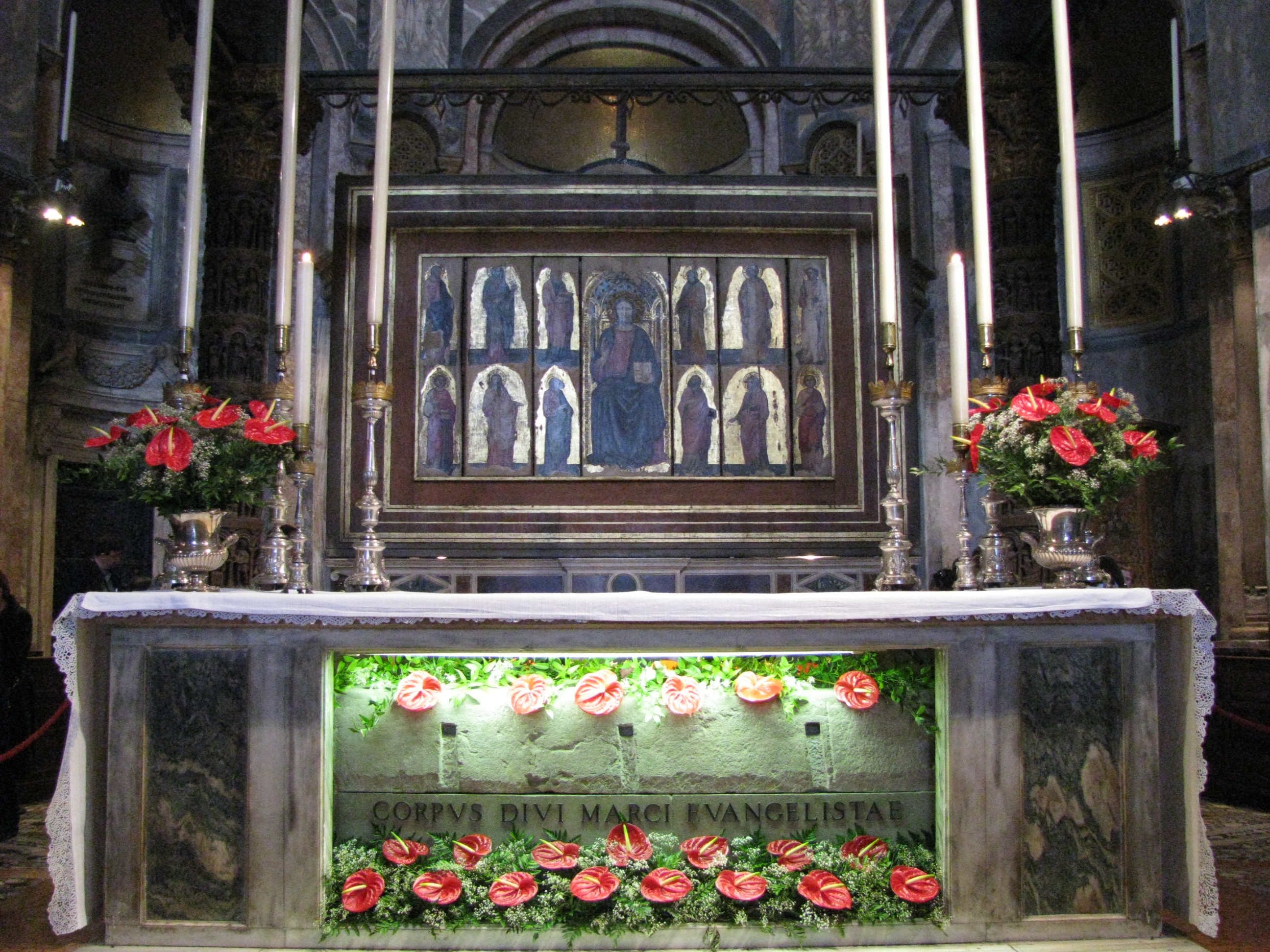
Altar major de Sant Marc de Venècia, amb la tomba del sant

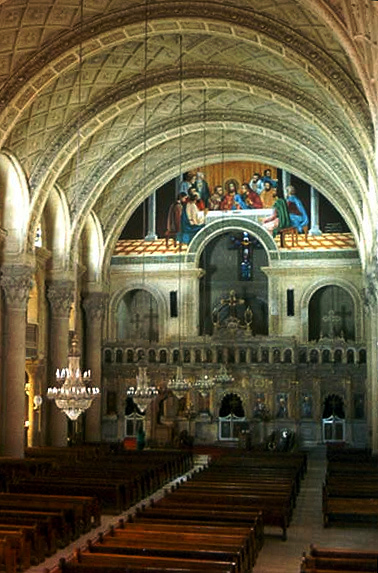
Catedral Copta de St. Marc a Alexandria

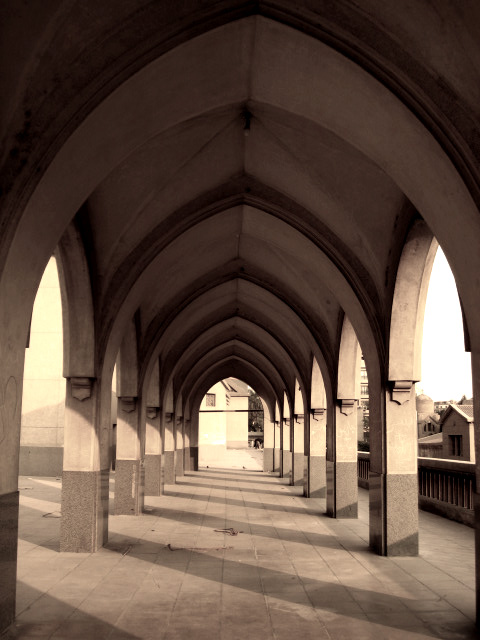
Porxada a la Catedral Copta de St. Marc al Caire

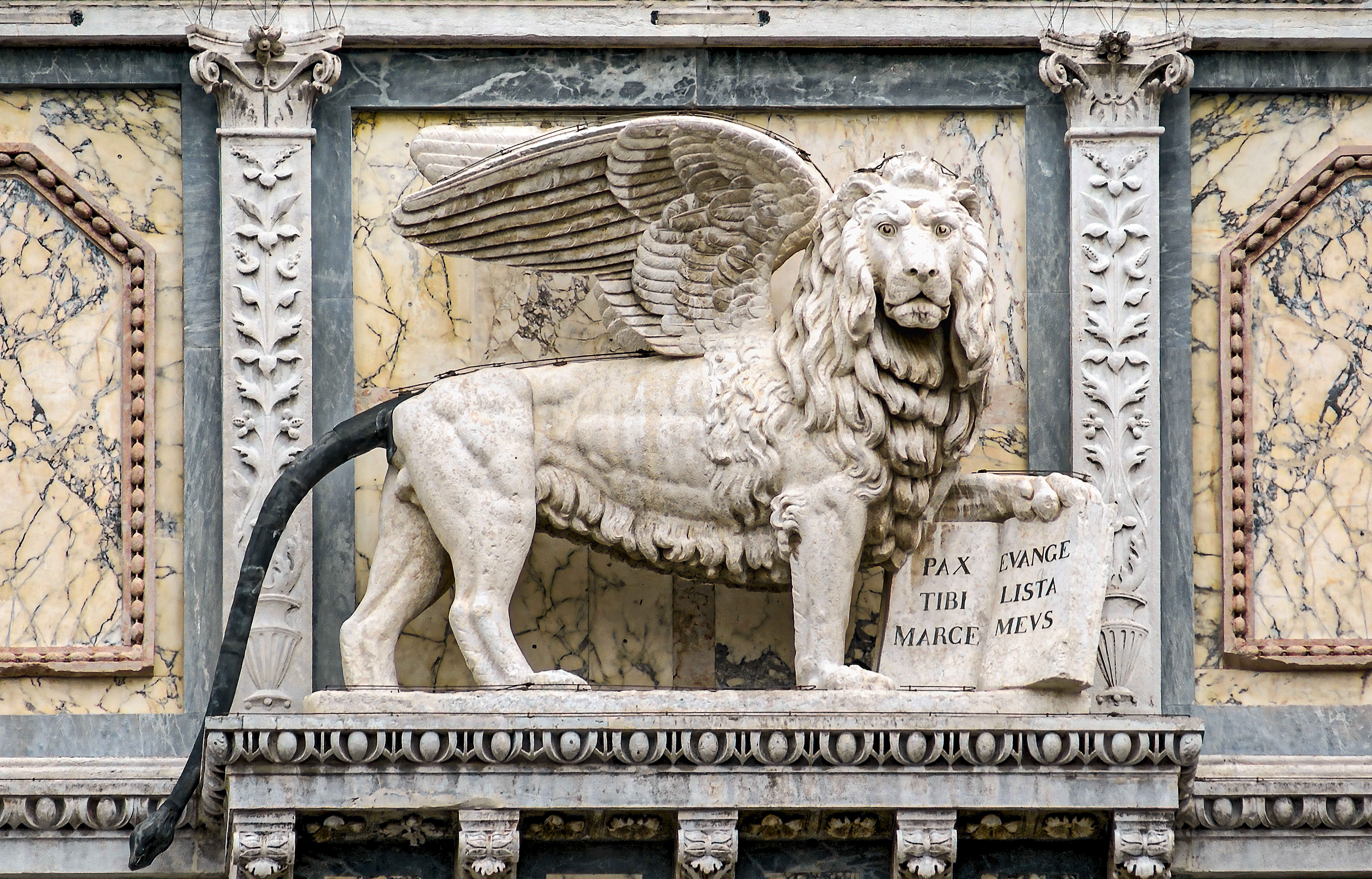
Lleó de Sant Marc, relleu del s. XVI a l'Arsenal de Venècia, PAX TIBI MARCE EVANGELISTA MEVS

Sol ser identificat com a Joan, anomenat Marc. Aquest personatge apareix diverses vegades en els Fets dels apòstols. Se'l cita per primera vegada en Fets 12:12, quan Simó Pere, miraculosament alliberat de la presó, es refugia a casa de Maria, mare de "Joan, per sobrenom Marc". Va acompanyar Pau de Tars i Bernabé en el primer viatge de Pau (Fets|13:5), però es va separar d'ells quan van arribar a Pamfília, tornant a Jerusalem (Fets|13:13) en aquests versets es fa referència a ell simplement com "Joan". Quan Pau iniciaria el seu segon viatge, va tenir una greu disputa amb Bernabé a propòsit de "Joan, anomenat Marc": Bernabé volia que anés amb ells, però Pau s'hi negava, atès que els havia abandonat en el viatge anterior. Pau i Bernabé van acabar per separar-se, i Marc va acompanyar Bernabé en el seu viatge a Xipre (Fets|15:37-39).
Al final de la Primera Epístola de Pere, aquest es refereix a "el meu fill Marc". Mentre que les esglésies catòlica i ortodoxa interpreten que es tracta d'un fill espiritual (és a dir, que Marc hauria estat batejat per Pere) o que simplement Pere li tenia molt d'afecte, diversos teòlegs protestants no tenen inconvenient a admetre que podria tractar-se d'un fill físic.
No és clar que totes les mencions neotestamentàries facin referència al mateix personatge, encara que sí que sembla el més probable.

## Atribució de l'Evangeli segons Marc

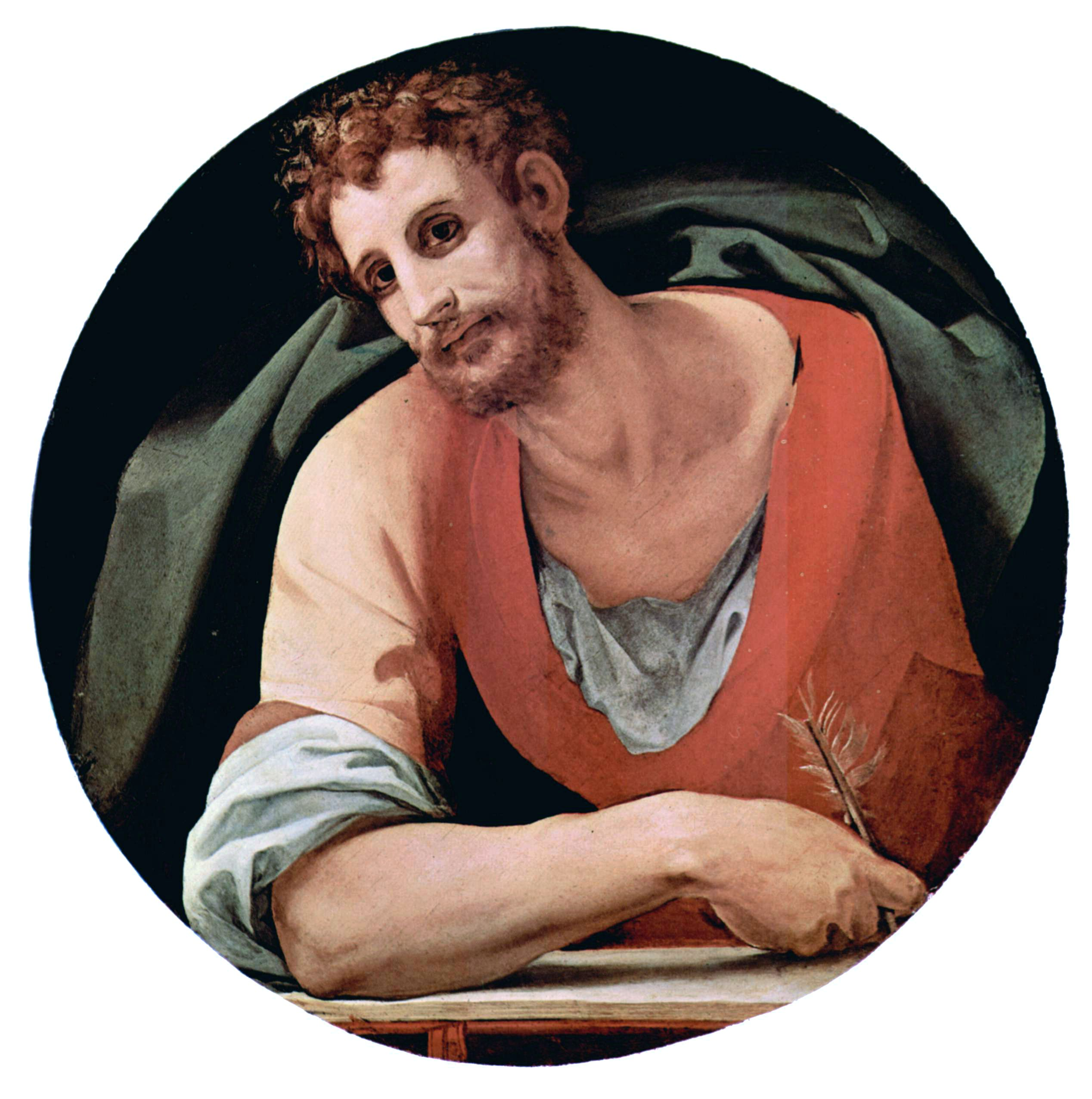
Marc l'evangelista de Bronzino (1503-72)

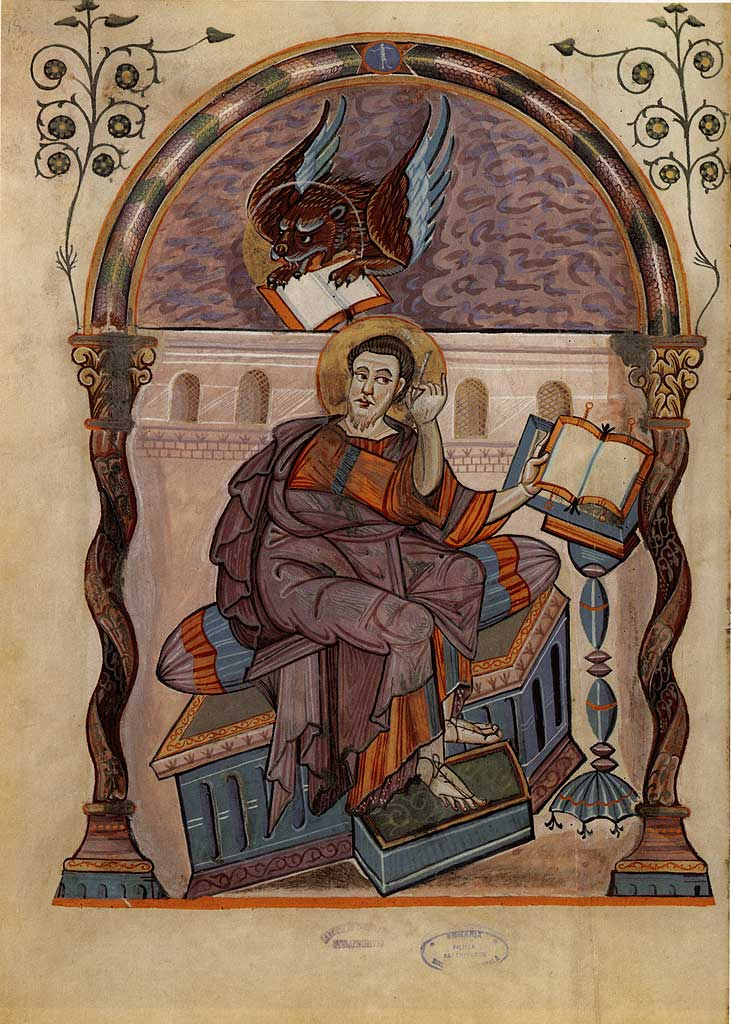
Codex Aureus de Lorsch, s. IX

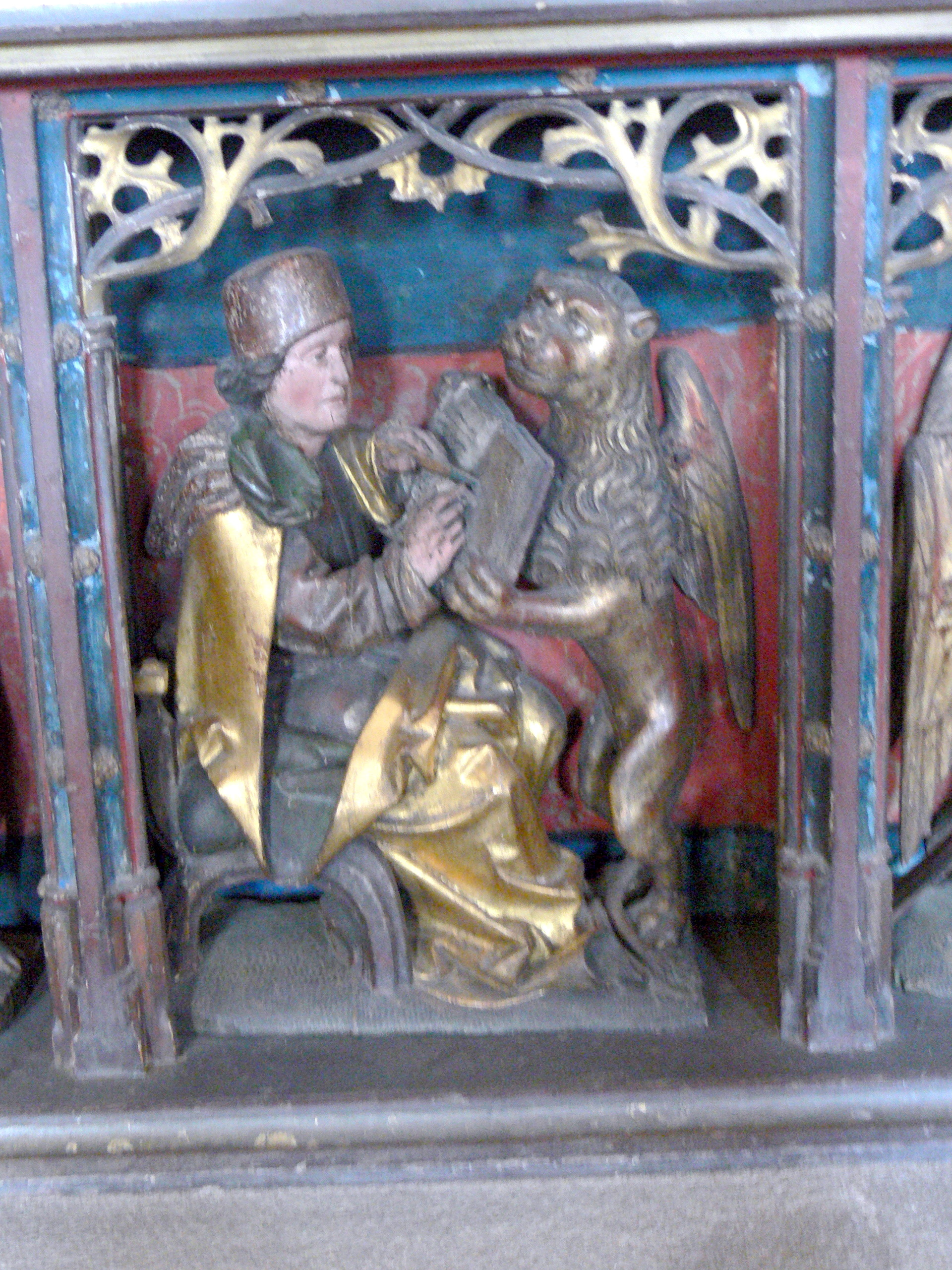
Relleu de l'altar de l'església de Schwabach, 1510

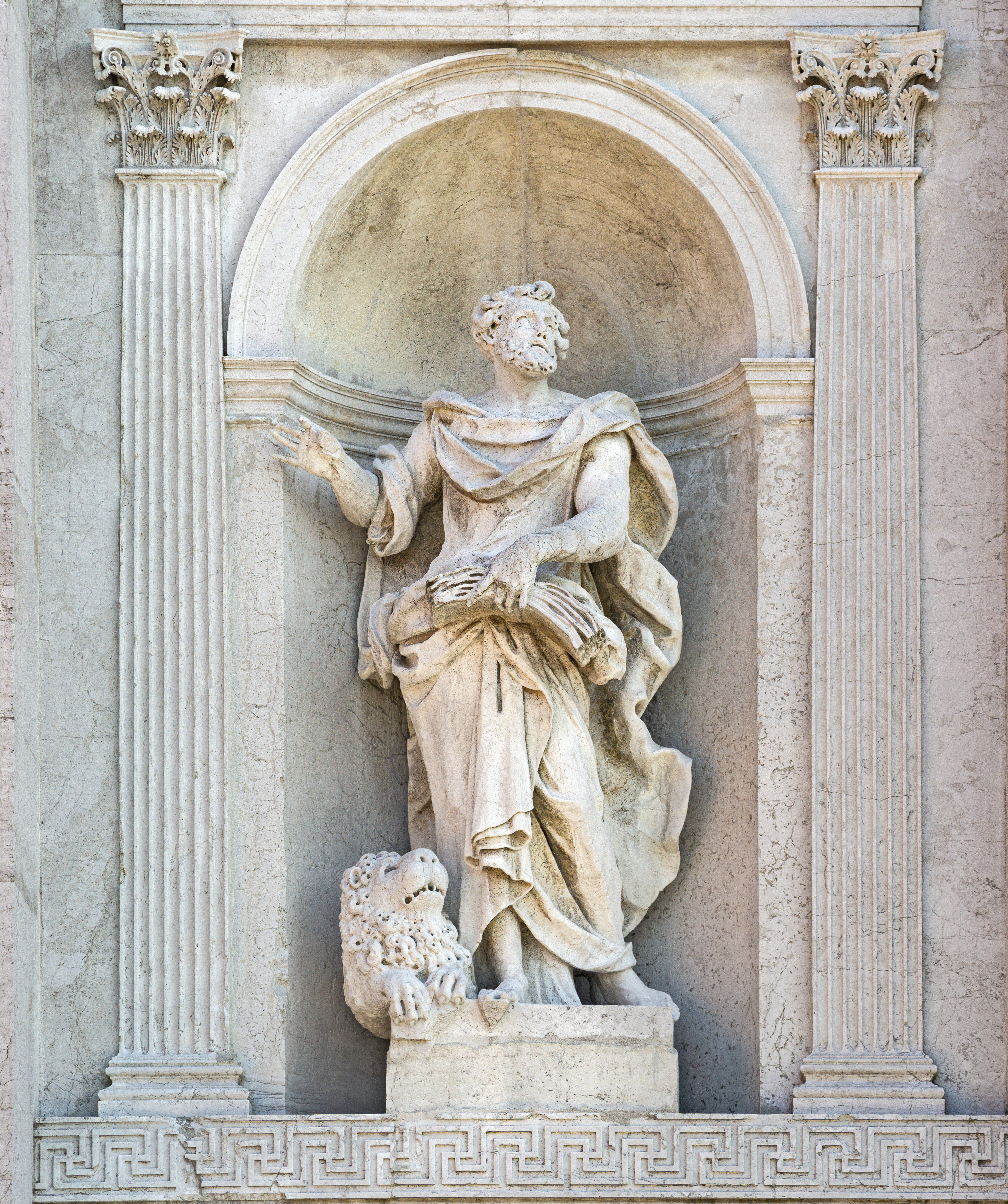
Façana de l'església del Redemptor de Venècia, s. XVI

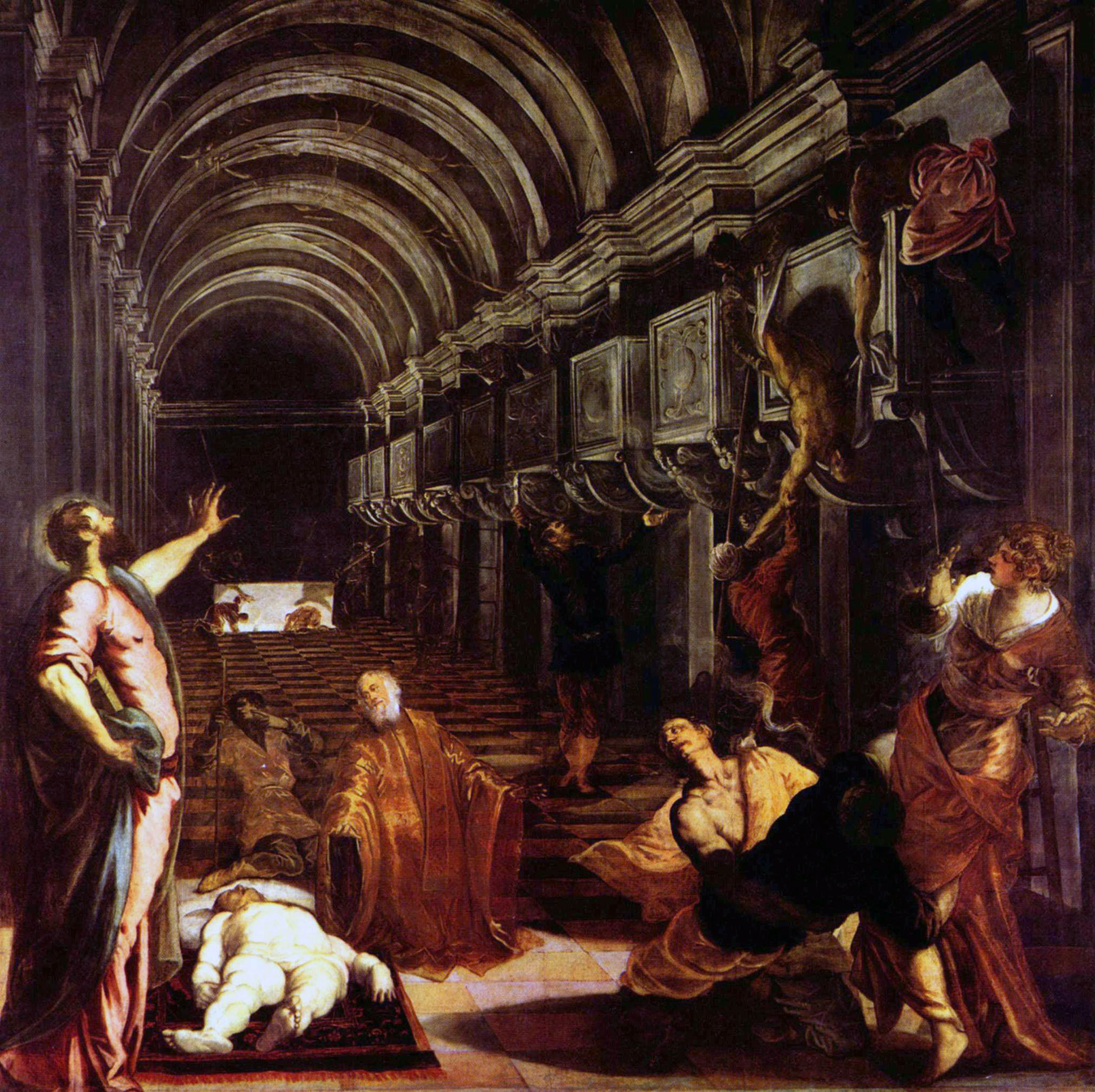
Troballa del cos de Sant Marc pel Tintoretto, 1563 (Milà, Pinacoteca Brera)

Marc és considerat per la tradició cristiana l'autor de l'Evangeli segons Marc. Ja que ell no va ser deixeble directe de Jesús va basar el seu relat -sempre segons la tradició- en les ensenyances de Pere. L'autor més antic que va assignar a Marc l'autoria d'aquest evangeli va ser Pàpies de Hieràpolis, en la primera meitat del segle ii, en un testimoni citat per Eusebi de Cesarea:
| « | «…i l'ancià deia el següent: Marc, que va ser intèrpret de Pere, va escriure amb exactitud tot el que recordava, però no en orde d'allò que el Senyor va dir i va fer. Perquè ell no va sentir ni va seguir personalment el Senyor, sinó, com vaig dir, després a Pere. Aquest duia a terme les seues ensenyances d'acord amb les necessitats, però no com qui va ordenant les paraules del Senyor, més de manera que Marc no es va equivocar en absolut quan escrivia certes coses com les tenia en la seua memòria. Perquè tot el seu interés el va posar en no oblidar res del que va escoltar i en no escriure res fals». | » |

Des del segle ii es va donar per fet que Marc era l'autor d'aquest evangeli. Tot i que no és possible tenir cap certesa en aquest respecte, s'ha adduït convincentment que tampoc no hi ha cap raó per la qual els primitius cristians adjudiquéssin l'autoria d'aquest evangeli a un personatge fosc que no va ser deixeble directe de Jesús, en comptes d'atribuir-la a Marc, un dels apòstols.

## Llegendes
Segons la tradició Marc va predicar l'evangeli a Alexandria el primer o tercer any del regnat de l'emperador Claudi (41/42 o 43/44) on va realitzar diversos miracles i va establir una església, anomenant un bisbe (Anià d'Alexandria), tres preveres i set diaques. També es diu que va ser martiritzat allí cap a l'any 68, i que els seus assassins van tractar de cremar el seu cos, sense aconseguir-ho. Els cristians d'Alexandria van rescatar el seu cos intacte, el van embolicar i li van donar sepultura en la part oriental de l'església que havien construït.

## Relíquies
En 828, les relíquies atribuïdes a Sant Marc van ser robades d'Alexandria per navegants italians, que les van portar a Venècia, on es conserven a la basílica de Sant Marc, construïda expressament per servar-ne les seves restes. Els coptes creuen que el cap del sant va quedar a Alexandria. Cada any, el dia 30 del mes de babah, l'Església Ortodoxa Copta commemora la consagració de l'església de Sant Marc, i l'aparició del cap del sant a l'església copta de Sant Marc, a Alexandria, on es conservaria el seu cap.

## Iconografia
En manifestacions artístiques, se'l representa vestit amb túnica i mantell i portant o escrivint el llibre del seu evangeli. Al Tetramorf, el seu símbol és un lleó.
- Retaule de Sant Marc obra d'Arnau Bassa (segle xiv) a la Seu de Manresa[3]
- Relleu a un dels púlpits de la catedral de Tortosa
- Sant Marc predicant a Alexandria, obra de Gentile i Giovanni Bellini. Pinacoteca de Brera, Milà (1504-1507)[4]
- Lleó de sant Marc a la façana de la Casa del Gremi de Sabaters de Barcelona (Plaça Sant Felip Neri) S. XVI
- Troballa del cos de Sant Marc, pintura de Tintoretto a la Pinacoteca de Brera, Milà (1502-1566)[5]
- Retaule de la capella de Sant Marc de la Catedral de Barcelona, obra de Bernat Vilar (1683)
- Sant Marc Escrivint l'evangeli i Empresonament i martiri de Sant Marc, de Francesc Tramulles Roig a la Catedral de Barcelona (1763)